# These Four Walls
These Four Walls è l'album di debutto del gruppo scozzese We Were Promised Jetpacks, pubblicato il 15 giugno 2009.

## Tracce
Testi e musiche di We Were Promised Jetpacks.
1. It's Thunder And It's Lightning – 4:48
2. Ships With Holes Will Sink – 3:22
3. Roll Up Your Sleeves – 4:17
4. Conductor – 5:28
5. A Half Built House – 2:41
6. This Is My House, This Is My Home – 3:17
7. Quiet Little Voices – 4:21
8. Moving Clocks Run Slow – 4:56
9. Short Bursts – 4:40
10. Keeping Warm – 8:12
11. An Almighty Thud – 3:34

Durata totale: 49:36